# Рудник Геркулес (Маунт-Рід)

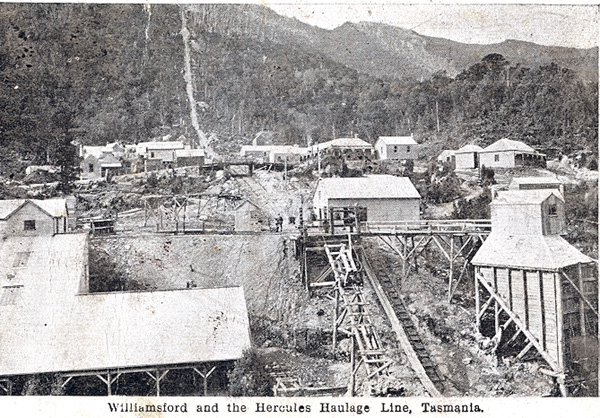
Фунікулер для спуску руди (фотографія зроблена не пізніше 1915 року)

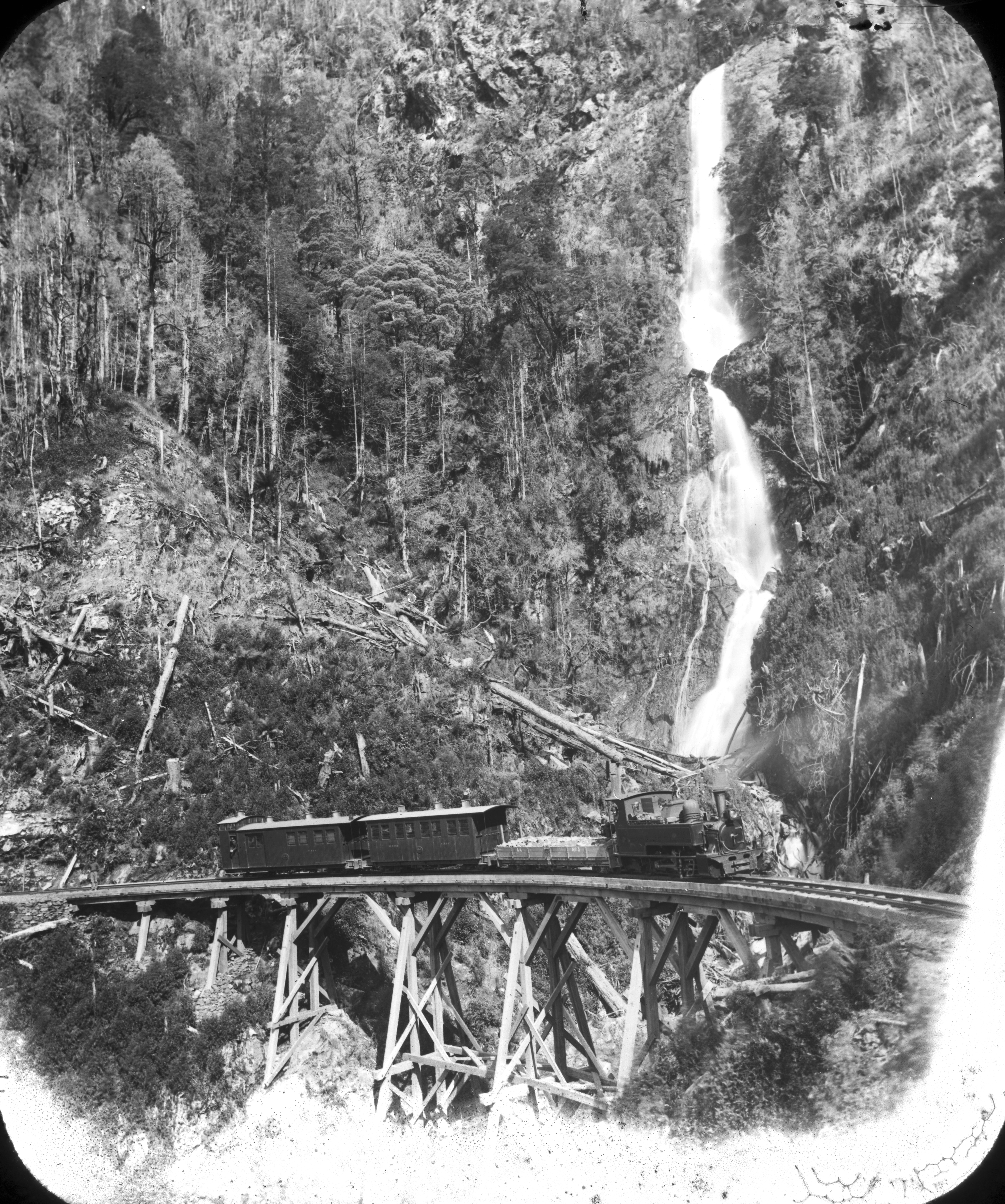
1899 рік, змішаний вантажо-пасажирський потяг на залізниці Геркулес – Зхіан (North East Dundas Tramway)

Рудник Геркулес (Маунт-Рід) – колишній гірничодобувний майданчик на австралійському острові Тасманія.
У 1890 році виявили госсан зі значним вмістом золота на Маунт-Гамільтон (один з відрогів гори Маунт-Рід), для розробки якого створили Mount Read Mining Company. 
Ще більше значення мало відкриття у 1894-му на Маунт-Рід рудного тіла з високим вмістом срібла, розробку якого провадила Hercules Gold and Silver Mining Company через рудник Геркулес, що вийшов на повну потужність у 1900 році. Розробка велась підземним способом, при цьому, враховуючи гірський харакер місцевості, використовували штольні, рознесені по висоті по схилу гори. Видачу руди організували за допомогою канатної відкатки довжиною 1,6 км з перепадом висот біля 500 метр, з наступним перевантаженням на залізницю Геркулес – Зіхан (також відома як North East Dundas Tramway), яка стала до ладу в 1898 році.
Благородні метали були асоційовані з поліметалічними рудами, головними компонентами яких виступали свинець і цинк. Як наслідок, уклали угоду щодо поставок продукції рудника Геркулес на плавильний завод у Зіхані, який з 1898-го почав роботу з свинцево-срібними рудами регіону Зіхан/Дундас. При цьому зазначений завод так і не зміг розробити технологію вилучення цинку, так що доводилось розбавляти поліметалічну руду чистою свинцевою та породою, отриманою з госсанів. Також відомо, що законтрактований обсяг становив 3 тисячі тонн руди на місяць.
У 1909-му плавильний завод зупинили через суперечку щодо поставок руди з Геркулес (та ще одного рудника Роузбері). В 1911-му йому вдалось відновити роботу, проте вже у 1913-му в Зіхані остаточно припинили плавку руди, що мало відповідний вплив і на постачальників сировини – станом на середину 1910-х років всі копальні на горі Маунт-Рід закрились. 
Невдовзі права на розробку викупила Mount Read and Rosebery Mines Limited, що була дочірньою компанією Lyell Mining & Railway Company Limited (володіла розташованим південніше мідним рудником Маунт-Лаєлл). В 1920-му Mount Read and Rosebery Mines Limited була викуплена (а в 1925-му поглинута) компанією Electrolytic Zinc Company, що мала на Тасманії цинкоплавильний завод у Гобарті. Є відомості, що в 1920-х роках розробку Геркулесу відновили, при цьому його продукція надходила на пілотну флотаційну установку, споруджену на майданчику колишнього плавильного заводу в Зіхані (який тепер лише провадив випал концентрату). 
Починаючи з 1936-го руду з Геркулесу спрямували на нову збагачувальну фабрику Роузбері, що випускала свинцевий та  цинковий концентрати, до яких в подальшому додався мідний. 
Доставка руди до збагачувальної фабрики відбувалась за допомогою канатної дороги, що мала довжину 6,5 кілометрів та продуктивність на рівні 30 тонн на годину (станом на другу половину 1930-х руда Геркулес забезпечувала 40% поставок на фабрику). У підсумку зазначена канатна дорога перебувала в експлуатації пів-століття.
В 1986-му на тлі виснаження запасів рудник зупинили, при цьому відомо, що накопичений видобуток досягнув 2,3 млн тонн руди з середнім вмістом 17,3% цинку, 5,5% свинцю і 0,38% міді (а також 172 грами срібла та 2,8 грама золота на тонну).
В 1996-му операції на сьомому рівні копальні відновила компанія Mancala Pty Ltd, яка вилучила 0,2 млн тонн руди, після чого в 1999-му рудник закрився остаточно.
У 2004/2005 почались роботи з рекультивації.